# Hình vuông Polybius

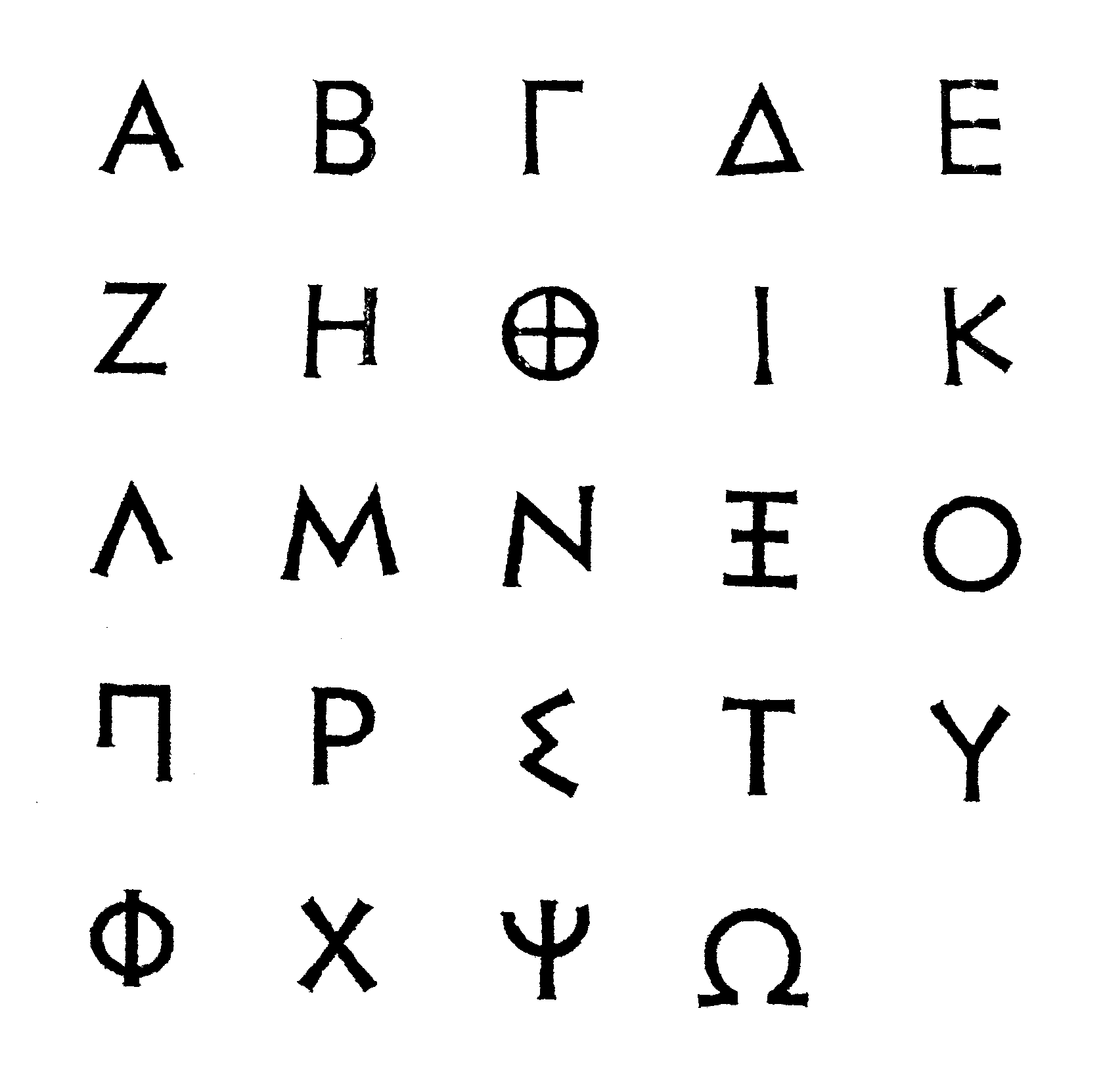
Bảng Polybius

Hình vuông Polybius, hay bảng Polybius, là một phát minh của nhà sử học và học giả Hy Lạp Polybius. Nó là một dạng mật mã thay thế, cho phép mã hóa thông điệp bằng một số ký tự ít hơn bảng chữ cái của thông điệp.

## Hình vuông Polybius đơn giản
Ban đầu hình vuông được dùng cho bảng chữ cái Hy Lạp, tuy nhiên nó có thể áp dụng cho bất kỳ bảng chữ cái nào. Dưới đây là bảng Polybius cho bảng chữ cái tiếng Anh:
|   | 1 | 2 | 3 | 4   | 5 |
| - | - | - | - | --- | - |
| 1 | A | B | C | D   | E |
| 2 | F | G | H | I/J | K |
| 3 | L | M | N | O   | P |
| 4 | Q | R | S | T   | U |
| 5 | V | W | X | Y   | Z |

Mỗi chữ cái sẽ được thay thế bằng tọa độ của nó trên bảng, ví du "BAT" tương đương với "12 11 44". Bởi vì bảng chữ cái tiếng Anh có 26 ký tự, thông thường người ta phải gộp hai ký tự I và J vào một ô trong hình vuông 5x5. (Polybius không gặp vấn đề này vì bảng chữ cái Hy Lạp có 24 chữ cái).
Đối với một bảng chữ cái có nhiều ký tự, ta có thể dùng bảng chữ cái lớn hơn, 6x6, 7x7. Hoặc do nhu cầu có thêm các chữ số trong bản mã.